# Ярцев, Георгий Александрович
Гео́ргий Алекса́ндрович Я́рцев (11 апреля 1948, Никольское, Костромская область — 15 июля 2022, Москва) — советский футболист, выступавший на позиции нападающего, позже советский и российский футбольный тренер. Мастер спорта СССР, Заслуженный тренер России. В течение своей игровой карьеры выступал за московские команды «Спартак», «Локомотив» и ЦСКА, смоленскую «Искру», «Гомсельмаш», костромской «Спартак» и «Москвич». За сборную СССР сыграл всего 5 матчей. Работал в тренерском штабе московского «Спартака», который в 1996 году возглавил на время, выиграв вместе с ним чемпионат России. Также возглавлял волгоградский «Ротор», московские «Динамо» и «Торпедо». В 2003—2005 годах был главным тренером сборной России.

## Игровая карьера

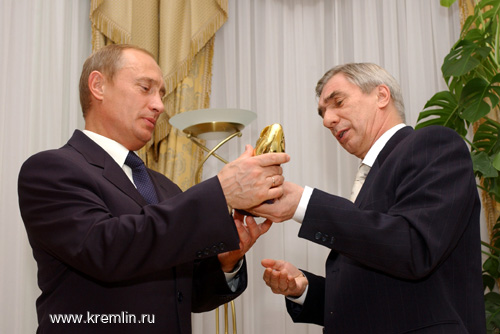
Георгий Ярцев в Кремле

Родился 11 апреля 1948 года в посёлке Никольское, который находится в 10 км от Костромы. В семье Ярцевых, кроме Георгия, было ещё 9 детей (трое умерли во время Великой Отечественной войны). Но при этом Ярцевы жили не в доме, а в двухкомнатной квартире.
После 8-го класса поступил в Костромское медучилище, которое окончил по специальности «фельдшер».
Воспитанник группы подготовки команды «Текмаш» Кострома, тренер — Вячеслав Скоропекин.
В 1970 году, когда проходил службу, отыграл 1 игру за ЦСКА (вышел на замену в Ереване). Но затем получил травму на тренировке и в составе более не появлялся. Дальнейшую службу продолжил в смоленской «Искре».
Играл в командах «Спартак» (Кострома) (1965—1967, 1975—1976).
В 1973—1974 годах играл за «Гомсельмаш» (Гомель). В 1975 году вернулся в Кострому, где был на ведущих ролях.
В полной мере Ярцев раскрылся как футболист только к 30 годам, когда оказался в московском «Спартаке». В 1977 году на турнире спартаковских команд в Москве на Ярцева обратил внимание Бесков и пригласил к себе в клуб. Ярцев заиграл сразу и ярко. Особенно удавались ему взаимодействия с Юрием Гавриловым, с передач которого он и забил большую часть своих голов. Благодаря успешной игре за «Спартак» его начали вызывать в сборную СССР.
Как игрок, отличался взрывным стартом, умением найти «коридор» между защитниками и вовремя открыться под передачу, несильным, но расчётливым ударом с обеих ног. «Спартаковский футбол» Константина Бескова с обилием «стеночек» и забеганий подходил ему как нельзя лучше.
В чемпионатах СССР провёл 82 матча, забил 38 голов. Чемпион СССР 1979 года. Серебряный призёр чемпионата СССР 1980 года. Лучший бомбардир чемпионата СССР 1978 года (19 мячей).
В середине 1980 года Бесков без объяснения причин вывел футболиста из основы, правда к осени вернул (футболист даже сыграл 2 игры и забил 2 гола в еврокубках), но по окончании сезона расстался с игроком.
Футболист потом играл за «Локомотив» Москва (1981), где его преследовали травмы, и за «Москвич» (1982).
В первой лиге провёл 75 матчей, забил 29 голов. Победитель турнира первой лиги чемпионата СССР 1977 года.
Третье место (135 очков) в опросе еженедельника «Футбол-Хоккей» на звание лучшего футболиста в 1978 году. В списке 33 лучших футболистов СССР 1978 года: № 2 — правый нападающий.
За сборную СССР сыграл 5 матчей в 1978 и 1979 годах.

## Тренерская карьера
С сентября 1982 года — старший тренер футбольной школы «Нефтяник-Капотня» Москва. С мая 1984 — тренер «Красной Пресни» Москва.
С августа 1985 года — старший тренер СК завода «Красный богатырь» Москва, где работал до 1988 года.
С конца 1980-х годов выступал в ветеранских командах. В 1993—1994 годах — главный тренер эстрадно-спортивного клуба «Звёзды спорта».
Работал телекомментатором на канале «РТР», комментировал матчи чемпионатов мира и Европы в 1994, 1996 и 2002 годах.
Тренировал следующие команды:
- тренер ФК «Спартак» Москва (август 1994—1995 года; 1997 год — июнь 1998 года);
- главный тренер ФК «Спартак» Москва (1996);
- главный тренер ФК «Динамо» Москва (июнь 1998 — июнь 1999);
- главный тренер ФК «Ротор» Волгоград (январь — июнь 2000);
- президент клуба «Спартак-ветераны» Москва (2001 — август 2003);
- главный тренер сборной России (август 2003 — апрель 2005);
- главный тренер ФК «Торпедо» Москва (январь — июнь 2007);
- главный тренер ФК «Милсами» Оргеев, Молдова (с ноября 2013[3] по 2014).

В 1996 году Георгий Ярцев временно стал главным тренером московского «Спартака», поскольку бессменный тренер клуба Олег Романцев хотел сконцентрироваться на работе со сборной России, готовившейся к чемпионату Европы в Англии. Под руководством Ярцева «красно-белые» выиграли чемпионат России.
В то же время, работая на посту главного тренера «Спартака», Ярцев вынужден был расстаться с опытным Валерием Шмаровым, который в прошлом сезоне стал одним из лучших бомбардиров клуба.
В 1999 году Ярцев вместе с московским «Динамо» вышел в финал Кубка России, в котором его подопечные проиграли со счётом 1:3 «Зениту».

### Сборная России
Георгий Ярцев возглавил сборную России осенью 2003 года после того, как его предшественник Валерий Газзаев был уволен за неудовлетворительные результаты и отсутствие целостной игры. Заняв пост, Ярцев вызвал в сборную ряд звёздных игроков прошлых лет, от услуг которых отказался Газзаев. Сборная России под руководством Ярцева в 2003 году вышла в финальную часть чемпионата Европы 2004 года, однако групповой этап не преодолела.
Готовясь к чемпионату Европы 2004 года, Ярцев неожиданно исключил из заявки сборной России на чемпионат Европы Виктора Онопко под предлогом незалеченной травмы, хотя врачи выражали серьёзное сомнение в том, что у Онопко было какое-то повреждение; сам Онопко крайне болезненно воспринял своё непопадание и сильно переживал по этому поводу. Эмоциональные перегрузки, по мнению спортивного журналиста Игоря Рабинера, не позволили Ярцеву проработать на высоком уровне в сборной.
Непосредственно во время тренировок перед стартом чемпионата, по словам капитана российской сборной Александра Мостового, напряжение в команде достигло пика. Врач сборной придирался к игрокам, если они позволяли себе лишний кусок торта, а Ярцев много ругался в адрес игроков во время тренировок. Андрей Аршавин утверждал о мрачной атмосфере в сборной, хотя сам Ярцев это отрицал и полагал, что игроки слишком много веселились в те моменты, когда требовалось проводить серьёзные упражнения. Также Ярцев активно препирался с журналистами, утверждая, что на тренировках в Бору фотографы пытались снять его «в дурацких позах», а в течение пресс-конференций он больше слышал «щёлканье объективов», нежели вопросы — по его словам, только после окончания пресс-конференции на Ярцева наваливались с вопросами.
После поражения в первом туре от Испании Мостовой дал интервью газете Marca, заявив, что российской команде не хватило свежести и что в подготовке надо было что-то изменить. Это интервью Ярцев воспринял крайне остро и за полутора суток до матча против Португалии отчислил Мостового из сборной. Тренер заявил, что даже капитан сборной не имеет права давать оценки тренерской работе, и даже обвинил Мостового в завышенной самооценке. Тем не менее, спустя некоторое после чемпионата Европы Ярцев и Мостовой помирились. По словам Мостового, в дальнейшем эта тема практически не поднималась в разговорах с Ярцевым.
13 октября 2004 года в матче отборочного цикла к чемпионату мира 2006 года российская сборная разгромно проиграла Португалии 1:7, потерпев крупнейшее в истории поражение. Ярцев в той игре ушёл с тренерской скамьи при счёте 1:6, за что подвергался критике со стороны журналистов, однако позже выяснилось, что после шестого гола у Ярцева чуть не случился сердечный приступ: его спас врач сборной Юрий Васильков. Потрясение Ярцева от поражения было настолько сильным, что он уехал на неделю на дачу, пытаясь воздержаться от любого контакта с журналистами.
Несмотря на то, что Ярцев остался в сборной после чемпионата Европы 2004 года, его отставка в недалёком будущем и уход с поста президента РФС Вячеслава Колоскова рассматривались в российской спортивной прессе как крайне вероятное событие. Поражение от Португалии со счётом 1:7 только форсировало эти события, однако вся процедура затянулась на полгода — Колосков ушёл в отставку в январе следующего года, а Ярцев — в апреле, после неожиданной ничьей с Эстонией 1:1.

### После сборной России
В 2007 году Ярцев был наставником московского «Торпедо». В его команду пришёл Вадим Евсеев, что многие связывали с личным желанием Евсеева поддержать Георгия Александровича — незадолго до этого сын нового тренера «Торпедо» был убит.
Летом 2016 года стал генеральным директором клуба «Тамбов».

## Тренерский стиль
Будучи тренером, Ярцев стал известен как ярый противник больших тренировочных нагрузок: это проявлялось во время работы Георгия Александровича во главе московского «Динамо» и волгоградского «Ротора». Специалисты заявляли, что Ярцев задавал гораздо менее серьёзные нагрузки по сравнению со своими преемниками — Валерием Газзаевым в «Динамо» и Евгением Кучеревским в «Роторе». Своими кумирами Ярцев называл Бескова и Старостина.
В то же время у Ярцева были постоянные конфликты с возрастными игроками в клубах и сборной, что влияло на итоговые результаты. О себе он говорил, что после поражений всегда старался уйти из раздевалки, поскольку на эмоциях мог грубо высказаться в адрес любого человека и обидеть его.

## Общественная позиция
Состоял в партии «Единая Россия». В ходе президентских выборов 2018 года вошёл в состав движения Putin Team, выступавшего в поддержку Владимира Путина.

## Смерть
Скончался 15 июля 2022 года на 75-м году жизни, в Москве. За неделю до этого был в тренерском штабе ветеранов «Спартака» на матче легенд против «Зенита». Церемония прощания с бывшим тренером «Спартака» состоялась 19 июля в Московской академии ФК «Спартак» в Сокольниках. Отпевание прошло в Храме Воскресения Христова в Сокольниках, похоронен на Преображенском кладбище в Москве, где похоронен его младший сын Александр (1972—2007).

## Достижения
Командные

### В качестве игрока
Спартак (Москва)
- Чемпион СССР: 1979
- Серебряный призёр Чемпионата СССР: 1980
- Победитель Первой лиги СССР: 1977

### В качестве тренера
Спартак (Москва)
- Чемпион России: 1996
- Финалист Кубка России: 1995/96

Динамо (Москва)
- Финалист Кубка России: 1998/99

Личные
- Тренер года в России по версии РФС: 1996, 2003

## Тренерская статистика
| Клуб             | Начало работы   | Окончание работы | Результаты | Результаты | Результаты | Результаты | Результаты |
| Клуб             | Начало работы   | Окончание работы | И          | В          | Н          | П          | В %        |
| ---------------- | --------------- | ---------------- | ---------- | ---------- | ---------- | ---------- | ---------- |
| Спартак (Москва) | 1 января 1996   | 31 декабря 1996  | 45         | 26         | 11         | 8          | 57,78      |
| Динамо (Москва)  | 16 июня 1998    | 14 июня 1999     | 40         | 20         | 10         | 10         | 50,00      |
| Ротор            | 4 декабря 1999  | 16 июня 2000     | 13         | 4          | 3          | 6          | 30,77      |
| Сборная России   | 25 августа 2003 | 5 апреля 2005    | 19         | 7          | 7          | 5          | 36,84      |
| Торпедо (Москва) | 5 января 2007   | 22 июня 2007     | 19         | 8          | 5          | 6          | 42,11      |
| Милсами          | 5 ноября 2013   | 12 июня 2014     | 15         | 7          | 2          | 6          | 46,67      |
| Всего            | Всего           | Всего            | 151        | 72         | 38         | 41         | 47,68      |

## Личная жизнь
Жена — Любовь (познакомились в Смоленске). Дочь — Ксения.
Сын Ярцева Александр (1972—2007) работал тренером в детской команде «Спартака». 19 февраля 2007 года он был найден мёртвым в собственной квартире со следами насильственной смерти. Похоронен на Преображенском кладбище в Москве.
Своим увлечением Ярцев называл литературу: он говорил, что в «трудные минуты» читал Ильфа и Петрова, Ярослава Гашека и Михаила Жванецкого. Ярцев много курил во время матчей, однако в стыковом матче 19 ноября 2003 года против Уэльса (победа 1:0 в гостях) не выкурил ни одной сигареты, что стало первым подобным случаем в его тренерской карьере.

## Награды и звания
- Заслуженный тренер России
- Заслуженный работник физической культуры Российской Федерации (18 января 2007) — за заслуги в развитии физической культуры и спорта и многолетнюю добросовестную работу[31]
- Орден Дружбы (26 июня 1995) — за заслуги в развитии физической культуры и спорта и большой личный вклад в возрождение и становление спортивного общества «Спартак»[32]
- Медаль «80 лет Госкомспорта России».